# Kairos universitet
Kairos universitet (arabiska: جامعة القاهرة, tidigare Egyptiska universitetet och senare Fauds universitet) räknas som det största universitet i Egypten och hela Afrika. Universitet etablerades först i Kairo men är sedan 1924 lokaliserat i Giza.
Det grundades den 21 december 1908 som ett försök att etablera ett nationellt utbildningscenter. Flertalet andra utbildningsinstitutioner förekom innan Kairos universitet etablerades, bland annat Ingenjörshögskolan, som startades 1816 men stängdes ner 1854 av khediven av Egypten och Sudan, Said Pascha.
Kairos universitet startades som ett statligt europeiskt-inspirerat universitet, i motsats till det religiösa Al-Azharuniversitetet, och blev därefter den inhemska modellen för grundandet av andra statliga universitet i regionen.
Totalt inkluderas 14 akademiska fakulteter inom universitet, varar doktorand- och masterprogram erbjuds inom datavetenskap, medicin och biokemi.
Bland de mest erkända fakulteterna finns juridik och medicin. Den medicinska fakulteten räknas som en av de första medicinska fakulteterna i Afrika och Mellanöstern. U.S. News & World Report rankade 2016 universitetet som det fjärde främsta i arabvärlden.

## Elever i urval
- Boutros Boutros-Ghali
- Eli Cohen
- Yassir Arafat
- Saddam Hussein
- Mohamed Morsi
- Nawal El Saadawi
- Omar Sharif
- Naguib Mahfouz